# 미국 대 웡 킴 아크
미국 대 웡 킴 아크(United States v. Wong Kim Ark)는 미국 수정 헌법 제14조 제1절 시민권 조항에 대한 미국 대법원 판례이다.
미국에 영구 정착해 사업을 벌이고 있던 청나라 황제에 충성하는 신민인 부모가 미국에서 낳은 자녀는 부모가 청나라의 외교관이거나 공직자가 아닌 한 미국인이라고 판결했다.
이 판결 이후 미국에 영구 정착하지 않은 이민자, 특히 불법이민자의 자녀에게도 시민권이 헌법상 보장되는지를 놓고 이견이 오갔지만, 외국 점령군이나 외교관이 아닌 한 원칙적으로 출생지주의가 적용된다는 관례가 생겨났다.
도널드 트럼프 2기 행정부는 취임 이후 행정명령 14160호를 선포하여 법을 고치지 않고 이민자 자녀가 출생 시민권을  받을 수 없도록 했다.

## 같이 보기
- 엘크 대 윌킨스(Elk v. Wilkins)